# Paamiut
Paamiut "Ved mundingen" (stavning før 1973: "Pâmiut"), dansk navn:Frederikshåb er en by i Vestgrønland, i Sermersooq Kommune. Paamiut ligger ved mundingen af fjorden Kuannersooq, hvilket afspejles i byens navn, der på grønlandsk betyder "de der bor ved mundingen".
En sløjfe af golfstrømmen er årsag til, at havet ved Paamiut er isfrit hele vinteren. Den primære beskæftigelse i Paamiut og den tilknyttede bygd Arsuk, er fiskeri. Isbjerge, der løsriver sig på Grønlands østkyst og fortsætter op langs vestkysten, ankommer normalt om efteråret medbringende mange sæler, hvilket markerer sæsonen for de lokale fangere.

## Historie
Der menes at have boet mennesker i området siden cirka år 1500 fvt. Byen blev grundlagt i 1742 og fik senere fremgang på grund af handelen med skind og hvalprodukter. Den blev også kendt for sine fedtstenskunstnere.
Lars Dalager(1719-1772) blev hyret af Jacob Sewerin til at arbejde for kompagniet på Grønland. I 1742 var han med under anlæggelsen af Frederikshåb. Han kæmpede meget for at få besejlingen til at fungere. 1748-1750 var han i Danmark men vendte tilbage i det alm. Handelskompagnis tjeneste, hvorefter kolonien igen blomstrede. 
Den danske præst Otto Fabricius var missionær i området fra 1768 til 1774.
I 1950'erne kom der stor fremgang for torskeindustrien, der varede indtil 1989, hvor torskebestanden svandt ind. I forbindelse med udviklingsplanen kaldet G60, blev Paamiut valgt som bosted for befolkningen i området, hvorved indbyggertallet steg kraftigt i perioden. Grundlaget for den store by er bygget, og byen har dermed for eksempel den største sportshal på Grønland og et sygehus. Derudover bygninger til at huse en meget større industri, end der nu er behov for.
Paamiut var hovedby for Paamiut Kommune der blev nedlagt d. 1. januar. 2009 ved kommunesammenlægningen.

## Kultur
Kirken stammer fra 1909, er i norsk stil og opført i træ. Det lokale museum ligger i bymidten og indeholder oprindelige bygninger fra 1900-tallet, deriblandt et tømrerværksted og et saltlager.
Byen har en folkeskole, der hedder Atuarfik Tuiisak, der i 1974/75 havde hele 784 elever.

## Transport
Rederiet Arctic Umiaq Lines kystskib, der sejler mellem Ilulissat og Narsaq, lægger til i Paamiut.
Den 1. december 2007 åbnede Paamiut lufthavn (IATA: JFR, ICAO: BGPT). Der er forbindelser til Nuuk, Kangilinnguit og Narsarsuaq med Air Greenland.